# Kiyoko Miki
Pour les articles homonymes, voir Miki.
Kiyoko Miki (三木キヨ子, Miki Kiyoko, 8 avril 1919 - 26 octobre 2018) est une femme politique japonaise. Elle fait partie du premier groupe de femmes élues à la Chambre des représentants en 1946.

## Biographie
Née à Osaka, Kiyoko Miki fréquente le lycée municipal d'Osaka pour les ménagères et devient propriétaire d'un café et d'un immeuble à appartements. Elle se marie pendant la Seconde Guerre mondiale, mais divorce peu de temps après.
Kiyoko Miki se présente aux élections générales de 1946, les premières dans lesquelles les femmes peuvent voter, en tant que membre du Minponto (Parti du Peuple), dans le 1er district d'Osaka. Elle est élue à la Chambre des représentants, devenant sa plus jeune membre féminine et figurant parmi le Figurant parmi le premier groupe de femmes parlementaires. Cependant, après avoir été élue, elle est accusée d'avoir falsifié ses résultats scolaires dans son formulaire de nomination, ayant prétendu avoir fréquenté le Collège des femmes de la préfecture d'Osaka. Elle est condamnée à deux mois de prison puis expulsée de la Chambre des représentants. Au cours de son mandat au parlement, elle entame une relation avec son collègue député Kiyoshi Kawanishi, et annonce en décembre 1946 qu'ils se marieraient après que Kawanishi aura divorcé de sa femme. Cependant, celle-ci refuse le divorce. Kiyoko Miki se présente par la suite sans succès en tant que candidate du Parti libéral aux élections de 1947 et en tant que candidate du Parti démocrate libéral aux élections de 1949.
Elle épouse un journaliste du Asahi Shimbun et s'installe à Takarazuka. Elle meurt en 2018.